# Monte Dragone (Aurunci)
Il monte Dragone (365 m s.l.m.) è una collina dei Monti Aurunci, situata in comune di Gaeta (LT).

## Caratteristiche
La forma della montagna è grossolanamente conica.
Il nome dell'altura deriva con tutta probabilità da una profonda insenatura sul versante meridionale che ricorda vagamente la bocca di un Dragone.
La cima è chiaramente visibile anche dal centro di Gaeta e dalla Torre Viola, e costituisce un belvedere naturale. Da essa è visibile il promontorio di Gaeta, dalla spiaggia di Serapo e la Montagna Spaccata con il Santuario della SS. Trinità (detto anche "Santuario della Montagna Spaccata") fino a Punta Stendardo sulla costa orientale. Sono chiaramente identificabili anche il promontorio di Monte Orlando e in particolare le fortificazioni borboniche, i muraglioni di Carlo V e il mausoleo di Lucio Munazio Planco. Sono infine ben visibili anche la Spiaggia dell'Ariana e la Torre Viola.

## Cartografia
- Carte IGM in scala 1:25.000 e 1:100.000, consultabile on line